# Villa San Martín (San Juan)
Villa San Martín é uma cidade da Argentina, localizada na província de San Juan